# Renealmia pirrensis
Renealmia pirrensis är en enhjärtbladig växtart som beskrevs av Paul Maas och Hillegonda Maas. Renealmia pirrensis ingår i släktet Renealmia och familjen Zingiberaceae.
Artens utbredningsområde är Panama. Inga underarter finns listade i Catalogue of Life.